# Sinogold

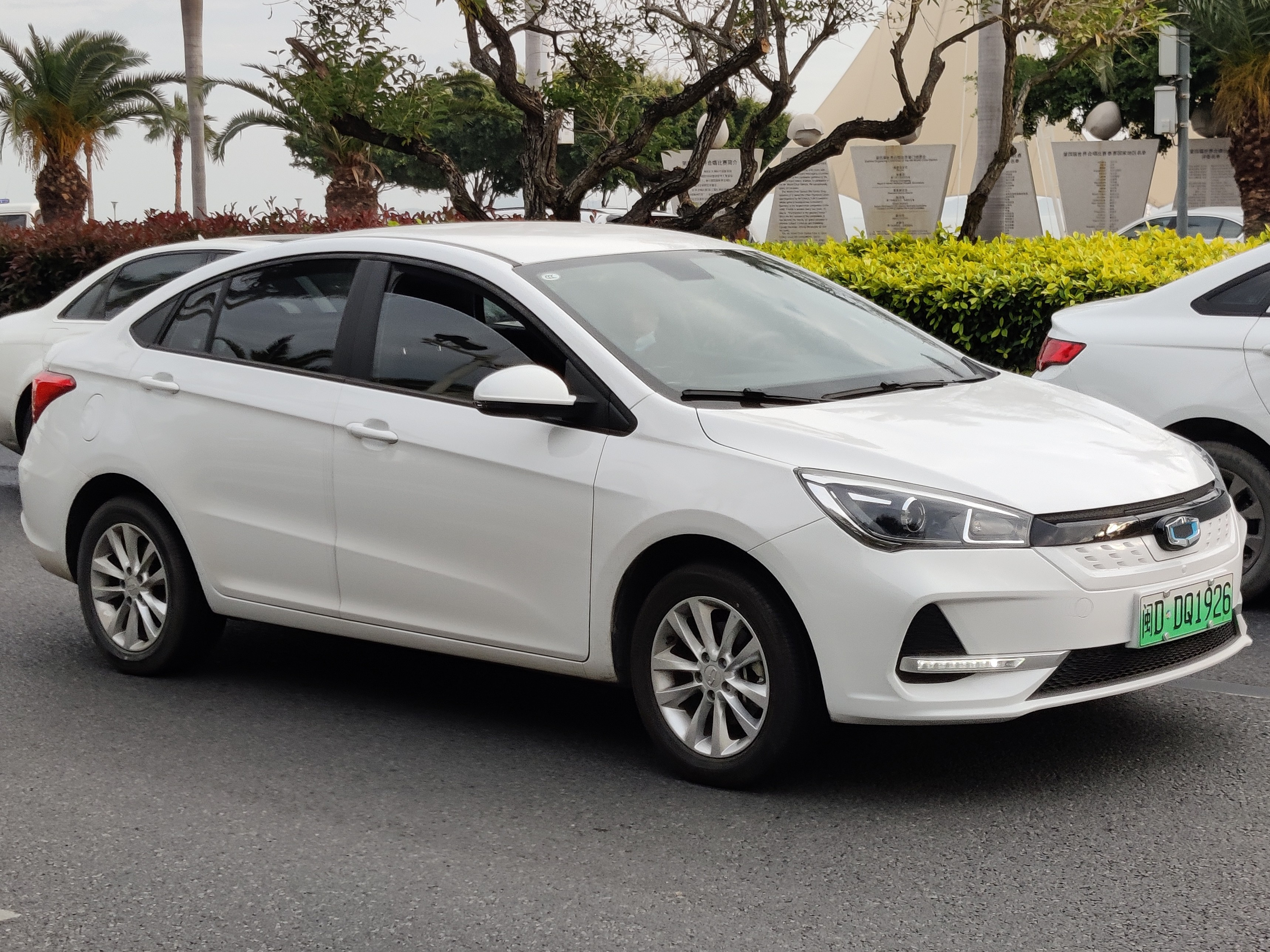
Sinogold Junxing

Sinogold (chiń. upr. 国金) – dawny chiński producent elektrycznych samochodów, z siedzibą w Zibo, działający w latach 2016–2024.

## Historia
Przedsiębiorstwo Shandong Sinogold Auto Manufacturing Co. zostało założone z inicjatywy władz państwowych prowincji Szantung, za cel obierając rozwój pojazdów o napędzie elektrycznym i będąc pierwszą tego typu inicjatywą w tym regionie Chin.  Pierwszym samochodem skonstruowanym przez Sinogold został kompaktowy minivan GM3, który zadebiutował wiosną 2018 roku, wywołując przy tym kontrowersje z powodu łudzącego podobieństwa do Citroëna Grand C4 Picasso.
Tuż po premierze pierwszego samochodu marki Sinogold, w lipcu 2018 roku władze w przedsiębiorstwie przejął Liu Liang, dotychczas sprawujący funkcję dyrektora generalnego firmy Qoros. Przez kolejne 4 lata firma pozostała skupiona tylko na jednym produkcie, by w 2022 roku przedstawić drugi model uzupełniający ofertę w pełni elektrycznych pojazdów. Tym razem Sinogold nawiązało współpracę z rodzimym gigantem Chery Automobile, by opracować bliźniaczą wersję Chery Arrizo 5e w postaci sedana Sinogold Junxing. Porozumienie zakładało też bliźniaczy model wobec innego produktu Chery, SUV-a Jetour X70 w postaci zarejestrowanego w chińskim urzędzie regulującym dopuszczenie samochodów do ruchu Sinogold Yuechi, jednak ten nie trafił ostatecznie do sprzedaży - podobnie jak projekt miejskiego modelu A00.

## Modele samochodów

### Historyczne
- Yuechi (2021)
- A00 (2022)
- GM3 (2018–2023)
- Junxing (2022–2024)